# Петалонами

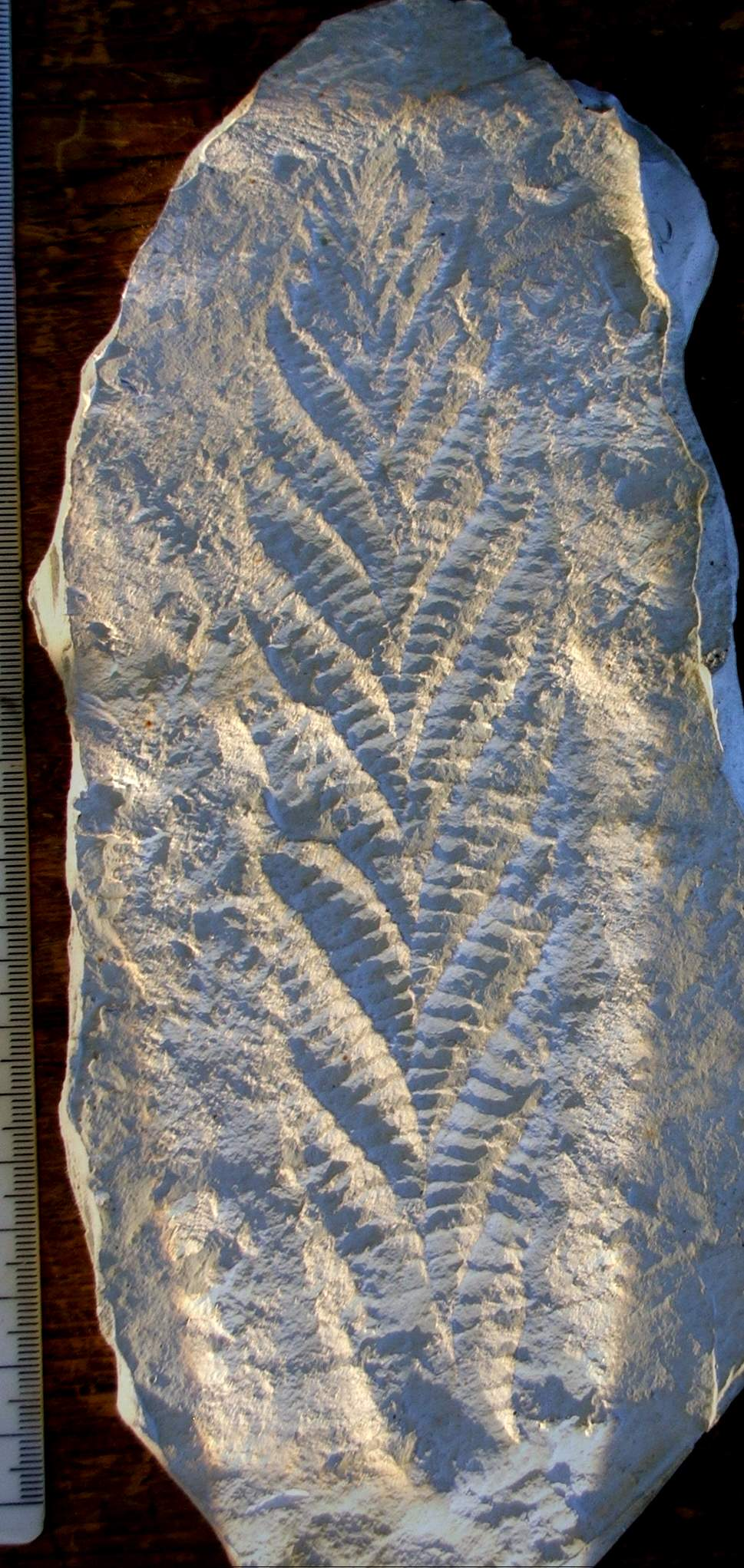
Charnia masoni, один з представників петалонам

Петалонами — група організмів едіакарської біоти, за формою і будовою подібні до сучасних морських пер. Складалися з органу прикріплення грушоподібної або дисковидної форми, який переходив в листоподібні розширення у вигляді пера, що складається з дрібніших пір'їнок. Відомі знахідки дво-, три- і чотирилопатевого пір'я. Організація петалонам поєднує в собі радіально-променеву симетрію (центральна вісь) і симетрію ковзного відбиття, характерну для проартикулят (пір'ячко розташовуються в порядку чергування).
Скам'янілі відбитки петалонам, схожі на морські пера і листя папороті, вперше виявлені в 1908 році німецькими палеонтологами в докембрійських відкладеннях Намібії (звідки пішла назва групи — Petalonames, «листя з Намібії», запропонована Г. Пфлюгом). Знайдені відбитки сильно відрізнялися від відомих раніше знахідок кембрійської фауни відсутністю мінералізованих скелетів і відносно великими (до декількох десятків сантиметрів) розмірами. Ця відмінність дозволила виділити знахідки в особливу систему, названу згодом едіакарським (вендським) періодом.
Петалонами були широко поширені в вендських морях. Відбитки пір'я зустрічаються досить рідко, звичайна знахідка — дископодібний відбиток прикріпного утвору. Найбільш відомі представники петалонам: чарнія, птеридина, рангея, харніодиск, вентогірус, ернієтта.